# Uschlag
Uschlag is een dorp in de gemeente Staufenberg in het landkreis Göttingen in het zuiden van Nedersaksen. Het dorp ligt aan de Nieste een zijrivier van de Fulda.
Uschlag wordt voor het eerst vermeld rond het jaar 850. Blijkens een oorkonde uit 1019 werd het dorp geschonken aan het klooster van Kaufungen.
Het dorp werd in 1973 samengevoegd met een aantal gemeenten in de omgeving tot de nieuwe gemeente Staufenberg.